# Max Mercury
Max Mercury è un personaggio dei fumetti creato da Jack Cole e Chuck Mazoujian.

## Storia della pubblicazione
Inizialmente pubblicato dalla Quality Comics, apparve la prima volta con il nome di Quicksilver in National Comics n. 5 (novembre 1940). Il personaggio è stato rilevato dalla DC Comics, che lo ha ribattezzato Max Mercury (per evitare confusione con l'omonimo personaggio Marvel Comics) e ha affidato la sua rivitalizzazione allo scrittore Mark Waid, che lo ha riportato in auge negli anni novanta, sulle pagine di The Flash (seconda serie) n. 76 (maggio 1993).

## Biografia del personaggio
Nelle origini del personaggio di Mark Waid, Max era uno scout della cavalleria statunitense nel 1860. Essendo un amico delle tribù degli indiani locali, restò scioccato e costernato di trovarli massacrati, come da ordini del suo comandante ufficiale. Incantato da uno sciamano indiano morente, ottenne la super velocità. Negli anni che seguirono divenne Ahwehota ("Colui che corre nel Vento") per gli indiani e Windrunner per tutti gli altri.
Max Mercury ha ripetutamente viaggiato nel tempo, cercando di entrare nella cosiddetta Forza della velocità. Improvvisamente viene sbalzato fuori dalla Forza della velocità e si ritrova alcuni decenni nel futuro. Il suo primo tentativo lo lascia nel 1890, dove si crea una nuova identità col nome di Whip Whirlwind. Più tardi viaggiò ancora avanti e fu attivo negli anni '30 e '40 come Quicksilver quando fece da mentore ai giovani iniziati Jay Garrick e Johnny Quick.
Nel 1948, ebbe una relazione con la moglie di un medico che gli aveva salvato la vita. Quando il medico lo venne a sapere e la moglie tornò dal marito, Max scappò nel futuro ancora una volta. Riapparve quindi negli anni '60, dove batté Savitar e fu scagliato ancora più avanti nel tempo. Passò qualche anno nascosto ma fu persuaso da Jay Garrick a ritornare in azione per fermare il Professor Zoom sotto le spoglie di Barry Allen. In anni recenti fu il mentore di Wally West e più tardi di Bart Allen. Insegnò a West circa la Forza della velocità e lo aiutò ad accedere alla sua massima velocità incoraggiandolo a spezzare un blocco mentale che bloccava i suoi poteri - Wally pensava che se avesse raggiunto o superato la velocità di Barry Allen, lo avrebbe sostituito non solo come Flash ma anche nel cuore delle persone e della città che lo ricordavano - e tentò di insegnare ad Impulso la pazienza. Mentre viveva con Impulso, Max incontrò un'anziana fisica di nome Helen Clairborne, che affermò di essere la figlia avuta dalla sua relazione con la moglie del medico.
Durante Impulse #88 (Settembre 2002, uno degli ultimi numeri) il corpo di Max viene posseduto dallo spirito di un super criminale della Golden Age: The Rival (vedi Anti-Flash). Mentre si trova ancora nel corpo di Max, The Rival scappa in un posto sconosciuto nel futuro.
In Crisi Infinite #4, Max appare nella Forza della velocità, dove il suo spirito fu imprigionato dopo che The Rival scappò proprio dallo stesso pericolo che incorreva nel possedere il corpo di Max.
Max assistette Johnny Quick, Bart Allen e gli altri velocisti nel portare il pluriomicida Superboy-Prime in un altro regno lontano nel passato e dalla Forza della velocità.
Nella finzione narrativa Max Mercury è solo uno dei molti nomi di battaglia che il personaggio ha assunto; tra gli altri, ci sono Fulmine, Blue Streak e il citato Quicksilver: Max infatti è costretto a cambiarli periodicamente per non insospettire le persone, avendo quasi duecento anni. Per lo stesso motivo, periodicamente è costretto ad inventarsi nuove identità civili. È in grado di muoversi a velocità incredibili: è meno veloce di Barry Allen, ma più veloce di Johnny e Jesse Quick.

## Poteri e abilità
Max è un umano che ricevette la sua velocità superumana da un antico rituale nativo-americano. Nel tempo tentò di trovare la fonte del suo potere (e quella degli altri velocisti): la Forza della velocità. Sebbene non riuscì mai ad entrarvi, gli permise di viaggiare nel tempo.
Tra i suoi pari, Max è unico nel tentativo di capire la Forza della velocità nella sua misticità. Si differisce anche dagli altri velocisti per la sua agilità; non può correre veloce quanto i Flash ma ha una più grande abilità nell'effettuare acrobazie e azioni finemente coordinate. Così, riuscì con abili manovre a tener testa al Professor Zoom durante la loro battaglia iniziale, sebbene Zoom aveva ancora il vantaggio di far del male alle persone.
Come quasi tutti i velocisti DC, deve la sua velocità alla Forza della velocità. La sua mente ha un contatto unico con essa, il che gli permette di esplorarla e di avvertire cambiamenti o stranezze nella Forza. Chiama questo stato Ipermeditazione ed è l'unico essere vivente conosciuto a poterlo raggiungere. Pare che sia proprio questo contatto a impedirgli di morire di vecchiaia, anche se può essere ucciso.
È una sorta di "guru" della supervelocità, molto rispettato: viene anche definito il "maestro zen della velocità", ed è stato insegnante di Jonnhy Quick, di sua figlia Jesse e di Bart Allen, prima noto come Impulso e poi come quarto Flash. Inoltre le sue lezioni hanno permesso a Wally West di battere l'Anti-Flash. È stato anche l'eroe e l'ispiratore di Jay Garrick, il primo Flash. Hanno combattuto insieme il Teschio Urlante nel 1949 e, in tempi più recenti, l'Anti-Flash. Max ha poi aiutato Wally West contro il Flash Nero.